# Psychonautisme

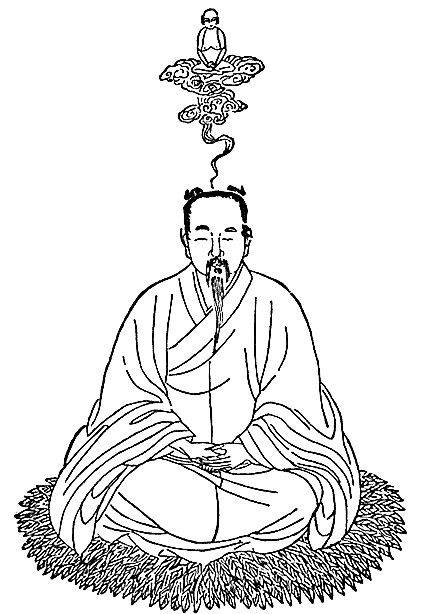
Illustration de The Secret of the Golden Flower, un ouvrage chinois sur l'alchimie et la méditation.

Le psychonautisme est un néologisme, regroupant les « navigateurs de l'âme » et leur doctrine, signifiant à la fois une méthode pour analyser les effets subjectifs des états modifiés de conscience (obtenus avec des substances psychotropes ou avec des méthodes naturelles : voir ci-dessous) et en même temps, une recherche de paradigme dans lequel le chercheur trouve un moyen d'explorer l'existence, d'enrichir l'expérience humaine comme de trouver des réponses aux questions religieuses.

## Étymologie
Le terme « psychonaute » provient du terme ψυχήναύτης en grec ancien formé de ψυχή, psyché désignant « l'âme / l'esprit » et de ναύτης naute signifiant « navigateur ». Quant-au terme « psychonautisme », il provient de « psychonaute » et du suffixe « -isme » représentant la « doctrine ». Le terme « psychonautique » est attribué à Ernst Jünger qui s'en est servi pour désigner l'essai Annäherungen: Drogen und Rausch (1970) de Arthur Heffter sur l'expérience des drogues.
Peter Carroll fait de « psychonaute » le titre de son livre de 1982 sur les expériences de méditations, de rituels et des drogues dans les phénomènes psychiques ou « Magie du Chaos ». La première occurrence de ce terme publiée dans un contexte universitaire est attribuée à l'ethnobotaniste Jonathan Ott (en) en 2001.

## Méthodes

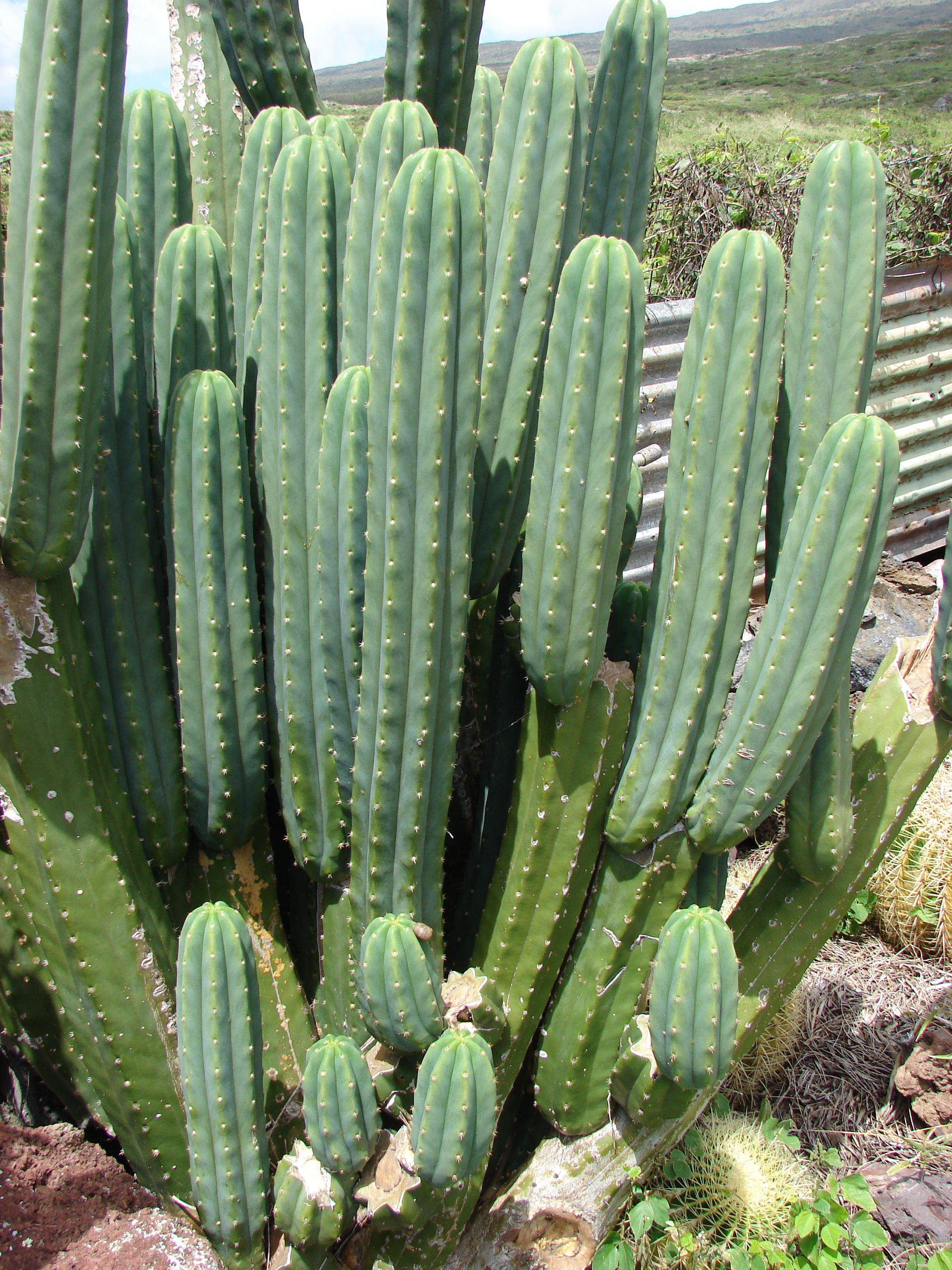
Le cactus San Pedro a été utilisé pour la guérison et la divination religieuse dans la région des Andes depuis plus de 3000 ans.

- Utilisation d'enthéogènes[1] incluant DMT, LSD, champignons hallucinogènes, mescaline, ayahuasca en ce qui concerne les drogues psychédéliques (« qui ouvrent l'esprit, qui révèlent l'âme ») ; et, d'un autre côté, de Salvia divinorum (sauge des devins), DXM, kétamine, MXE, PCP en ce qui concerne les dissociatifs (qui dissocient le corps de l'esprit) et d'autres produits comme le cannabis ou l'opium ou bien encore les NPS (Research chemicals) du marché.

- Transe[1]
- Hypnose[1]
- Méditation[1]
- Prières[1]
- Caisson d'isolation sensorielle

## Psychonautes importants
| - William S. Burroughs - René Daumal - Roger Gilbert-Lecomte - Alan Watts - Aldous Huxley - William James - Stanislav Grof - Terence McKenna - Huston Smith - Havelock Ellis - Albert Hofmann - Philip K. Dick - Peter Carroll - Richard Alpert - Jack Kerouac |  | - Ken Kesey - Timothy Leary - John Lilly - Bill Hicks - Robert Monroe - Grant Morrison - Aleister Crowley - D.M. Turner - Carlos Castaneda - Robert Anton Wilson - Arthur Heffter - Joe Rogan - Hamilton Morris - Corine Sombrun - Alexander Shulgin - Ann Shulgin |  |

### Influence de Alexandre et Ann Shulgin
Les méthodes décrites et romancées dans PiHKAL et TiHKAL donne une aura à la vie du couple Shulgin et des différentes expériences qu'ils mènent. Ils sont la source d'inspiration de nombreux psychonautes consommant des substances psychoactives qui décrivent leurs impressions et sensations durant leur "voyage". Ils font ainsi des "trip report" (TR) qui racontent l'expérience vécue. Ils essayent de mesurer, tester et noter les faits qu'ils peuvent ressentir de manière plus ou moins détaillés, en faire partager la communauté pour acquérir collectivement des savoirs et diminuer les risques,. Certains s'appellent eux-mêmes ainsi des "Shulginist" en essayant de suivre les préceptes des Shulgin.

## E-Psychonautisme
Les psychonautes se sont regroupés dans des espaces de discussion sur Internet. Le terme e-psychonautes est un néologisme qui désignent ces nouveaux usagers de drogues et psychonautes.

### Cinéma
- Film Altered States (Au-delà du réel) réalisé par Ken Russel en 1980